# Teknikens Hus

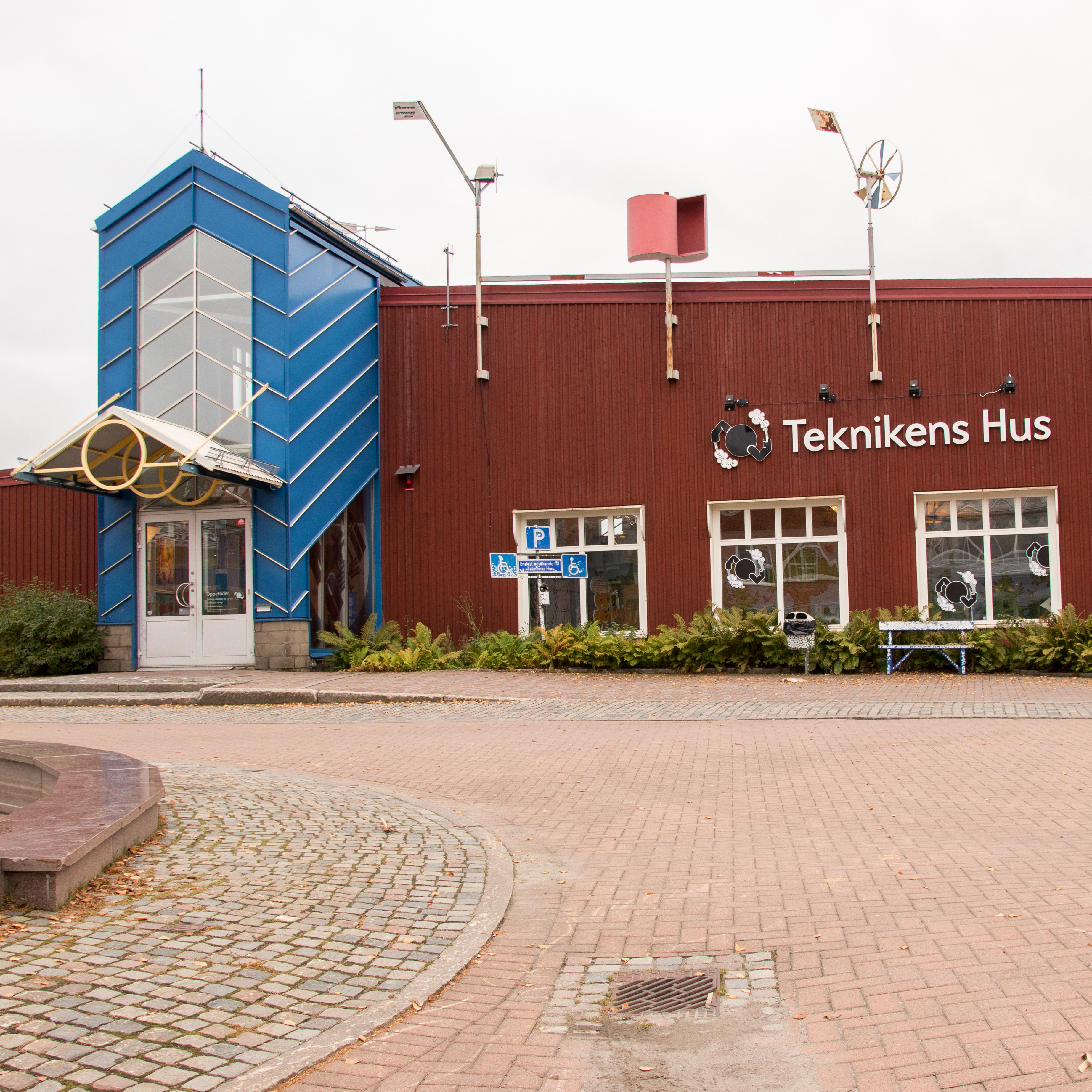
Teknikens Hus i Luleå

Teknikens Hus är ett science center. Det ligger på universitetsområdet vid Luleå tekniska universitet på Porsön. Teknikens Hus är Sveriges nordligaste science center och ett av landets första i sitt slag. Centret invigdes den 27 maj 1988 och då hade planeringsarbetet pågått i närmare nio år. Idén till Teknikens Hus föddes inom dåvarande Högskolan i Luleå, som kom att stå fadder till hela projektet. Efter flera års arbete för att säkra finansieringen kunde byggnadsarbetena påbörjas 1987.
Sedan starten har science centret välkomnat mer än 3,8 miljoner (maj 2016) besökare. Science centret drivs av en stiftelse. Stiftarna är Luleå tekniska universitet, Svenska Kommunförbundets länsavdelning i Norrbottens län, Luleå kommun, LKAB, SSAB och Vattenfall. Centret har en utställningsyta på 2300 kvadratmeter. Hit kommer främst barn och deras familjer och huset har drygt 100000 besökare varje år. Teknik- och naturvetenskapscentret har mottagit många utmärkelser genom åren; 2005 blev Teknikens Hus framröstat till världens bästa av kollegor vid världskonferensen i Rio de Janeiro och från 2010 och åren som följt har Teknikens Hus rankats högst i Skolverkets bedömning av landets alla center.

## Vad man kan göra på Teknikens Hus (i urval)
Notera att de flesta sakerna här är på lek.
- Vaska guld i vatten
- Borra/spränga i berg i en föreställande gruva
- Styra radiostyrda båtar i en bassäng som föreställer Luleå hamn
- Transportera trästockar med en maskin
- Lyfta timmer med en skotare
- Göra papplådor och papper av pappersmassa
- Jobba vid en föreställande masugn
- Se filmer om rymden i rummet "Planetariet"
- Styra och starta ett föreställande flygplan, Saab 340¨
- Köra ett radiostyrt tåg i miniatyr, på en tågbana som föreställer sträckan Luleå-Kiruna